# NEURL2
NEURL2 (англ. Neuralized E3 ubiquitin protein ligase 2) – білок, який кодується однойменним геном, розташованим у людей на короткому плечі 20-ї хромосоми. Довжина поліпептидного ланцюга білка становить 285 амінокислот, а молекулярна маса — 31 690.
| 10         |  | 20         |  | 30         |  | 40         |  | 50         |
| ---------- |  | ---------- |  | ---------- |  | ---------- |  | ---------- |
| MAAASEPVDS |  | GALWGLERPE |  | PPPTRFHRVH |  | GANIRVDPSG |  | TRATRVESFA |
| HGVCFSREPL |  | APGQVFLVEI |  | EEKELGWCGH |  | LRLGLTALDP |  | ASLAPVPEFS |
| LPDLVNLGHT |  | WVFAITRHHN |  | RVPREGRPEA |  | EAAAPSRPPT |  | LLVEPYLRIE |
| QFRIPRDRLV |  | GRSRPGLYSH |  | LLDQLYELNV |  | LPPTARRSRL |  | GVLFCPRPDG |
| TADMHIIING |  | EDMGPSARGL |  | PAAQPLYAVV |  | DVFASTKSVR |  | LVQLEYGLPS |
| LQTLCRLVIQ |  | RSMVHRLAID |  | GLHLPKELKD |  | FCKYE      |  |            |

A: Аланін

C: Цистеїн

D: Аспарагінова кислота

E: Глутамінова кислота

F: Фенілаланін

G: Гліцин

H: Гістидин

I: Ізолейцин

K: Лізин

L: Лейцин

M: Метіонін

N: Аспарагін

P: Пролін

Q: Глутамін

R: Аргінін

S: Серин

T: Треонін

V: Валін

W: Триптофан

Задіяний у такому біологічному процесі, як убіквітинування білків. 
Локалізований у цитоплазмі.